# Dario Gervasi
Dario Gervasi (ur. 9 maja 1968 w Rzymie) – włoski duchowny rzymskokatolicki, biskup pomocniczy rzymski w latach 2020–2024, sekretarz pomocniczy Dykasterii ds. Świeckich, Rodziny i Życia od 2024.

## Życiorys
Dario Gervasi urodził się 9 maja 1968 w Rzymie. Ukończył studia na Papieskim Wyższym Seminarium Duchownym w Rzymie. Święcenia prezbiteratu otrzymał 22 maja 1994.
Po święceniach, kontynuował studia z teologii dogmatycznej na Papieskim Uniwersytecie Gregoriańskim, gdzie uzyskał licencjat.
Po święceniach pełnił następujące funkcję: 1994–2000: wikariusz parafii w Matki Bożej Łaskawej (Santa Maria delle Grazie) al Trionfale; 2000–2003: wikariusz parafii św. Joachima i Anny na terenie Torre Spaccata/Cinecittà – następnie proboszcz (2003–2008); 2008–2014: prorektor Papieskiego Wyższego Seminarium Rzymskiego; 2009–2011: kierownik duchowieństwa ds. powołań kapłańskich Wikariatu Rzymu; 2009–2014: zastępca (delegat) w Kongregacji Misjonarzy Instytutu Cesarskiego Karola Boromeusza; 2014–2020: proboszcz parafii Zmartwychwstania Naszego Pana Jezusa Chrystusa w Giardinetti; 2019–2020: prefekt XVII prefektury.
31 sierpnia 2020 papież Franciszek mianował go biskupem pomocniczym diecezji rzymskiej dla południowej części Rzymu ze stolicą tytularną Subaugusta. Święcenia biskupie otrzymał 18 października 2020 w bazylice św. Jana na Lateranie. Udzielił mu ich kardynał Angelo De Donatis, wikariusz generalny Rzymu, w asyście Giovanni Tani, arcybiskupa Urbino-Urbania-Sant’Angelo in Vado i Gianrico Ruzza, biskupa diecezjalnego Civitavecchia-Tarquinia. Jako zawołanie biskupie przyjął słowa „Caritas Christi Urget Nos” (Miłość Chrystusa przynagla nas).
31 października 2024 został mianowany sekretarzem pomocniczym Dykasterii ds. Świeckich, Rodziny i Życia.